# Mr. Brownstone
Mr. Brownstone est une chanson du groupe de hard rock américain Guns N' Roses.
Présente sur leur premier album Appetite for Destruction (1987), il s'agit du premier single du groupe au Royaume-Uni.
Son thème principal est l'héroïne, « brownstone » la désignant en argot anglais.